# Tangkampagnerne mod de vestlige tyrkere
Tangkampagnerne mod de vestlige tyrkere, kendt som den vestlige Tujue i kinesiske kilder, var en række militære kampagner, der blev gennemført under Tang-dynastiet mod det vestlige tyrkiske khaganat i det 7. århundrede e.Kr. Tidlige militære konflikter var et resultat af Tang-interventionerne i magtkampen mellem de vestlige og østlige tyrker for at svække begge. Under kejser Taizong blev kampagner afsendt i de vestlige regioner mod Karakhoja i 640, Karasahr i 644 og 648, og Kucha i 648.
Krigene mod de vestlige tyrkere fortsatte under kejser Gaozong, og khaganatet blev annekteret efter general Su Dingfangs nederlag til Qaghan Ashina Helu i 657. De vestlige tyrker forsøgte at erobre Tarimbækkenet i 670 og 677, men blev stoppet af Tang. Det andet tyrkiske imperium besejrede de opsplittede vestlige tyrkere i 712 og absorberede stammerne i det nye imperium.
Områderne, som var kontrolleret af det kinesiske Tang-dynasti, kom under dynastiets kulturelle indflydelse og den tyrkiske indflydelse fra de etnisk tyrkiske Tang soldater, der blev stationeret i regionen. Indo-europæisk udbredelse i Centralasien mindskedes, da ekspeditionerne fremskyndede tyrkisk migration til det, der nu er Xinjiang. Ved udgangen af 657-kampagnen havde Tang-imperiet nået sit største omfang. Tyrkerne, tibetanerne, muslimske arabere og Tang konkurrerede om kontrol over Centralasien indtil Tang-imperiets sammenbrud i det 10. århundrede.

## Baggrund
Göktürkerne var blevet splittet i de vestlige og østlige tyrkiske khaganater efter en borgerkrig. Som allierede med det Byzantinske Imperium blev de vestlige tyrkere indblandede i krige mod de sassanidiske persere. De vestlige tyrkere udvidede, da khaganerne fra de østlige tyrker faldt.

## Tidlige militære konflikter
Kejser Gaozu, Taizongs forgænger, tillod mordet på en vestlig tyrkisk khan af østlige tyrkiske rivaler den 2. november 619. Østlige tyrkere var suzeræner over Tang fra 618 til 620. Gennem hele Tong Yabghu Kaghans (618-628) regeringstid havde vestlige tyrkere og Tang et meget tæt forhold.
Kejser Taizong brugte i sin krig mod de vestlige og østlige tyrkere den kinesiske strategi om at "bruge barbarer til at kontrollere barbarer." I 641 indledte han en borgerkrig mellem de vestlige tyrkeres østlige og vestlige konføderationer ved at støtte Isbara Yabghu Kaghan. Kaghanen i øst, Tu-lu Kaghan, invaderede de oasestater, der kontrolleredes af Isbara Yabghu i vest. Han myrdede sin rival og forenede det vestlige tyrkiske khaganat.
Efter genforeningen begyndte Tu-lu Kaghan at organisere kortvarige angreb mod kinesiske byer. I 642 valgte kejser Taizong endnu en gang at blande sig ved hjælp af en oprør mod Tu-lus styre. De vestlige tyrkiske stammer havde anmodet om støtte fra Taizong i Chang'an, der indgik en ny kaghan Irbis Seguy. Irbis Seguy var i stand til at udøve kontrol over de turkiske stammer og den tidligere kaghan flygtede i eksil.
Tang-retten og de vestlige tyrker begyndte at forhandle over kontrollen med fem oase-stater i Tarim-bassinet. Irbis Seguy ønskede at styrke sine bånd med Tang gennem et kongeligt ægteskab med en Tang prinsesse. Selvom oase-staterne var vassaler af tyrkerne, havde Irbis Seguy ikke beføjelsen til blot at cede dem til Tang. Muligheden for yderligere diplomatiske udvekslinger sluttede, da Taizong begyndte sin invasion af Tarim-bassinet.

## Kampagner mod Tarim Basinets Oase-stater

### Kampagne mod Karakhoja
Karakhoja var blevet regeret af Qu-familien siden 498. Som det mest kinesisk påvirkede område havde Karakhoja antaget kinesisk skrift som dets officielle skriftsprog, de kinesiske klassiske tekster som emne for studier og et imperialt bureaukrati. Eftersom oasestaten lå nærmest Tang Kina, udgjorde kineserne en stor del af Karakhojas befolkning. Karakhoja tjente også som Kinas største mellemstation på handelsruten Silkevejen i Centralasien. Ruten blev afbrudt, da den vestlige Turk Tu-lu kaghan, som kom på tronen i 638, og lovede Karakhoja militær støtte.

### Kampagner mod Karasahr
I 632 underkastede Karasahr sig Tang som en lydstat på lignende måde som de nærliggende kongeriger Kashgar og Khotan. Spændingerne mellem Tang og Karasahr voksede, da kineserne ekspanderede længere ind i Centralasien, og toppede, da Tang besejrede og annekterede Gaochang. De kinesiske styrker, der blev placeret i Gaochang, i en kort afstand fra Karasahr, udgjorde en direkte trussel mod oasestaten.
Karasahr var allieret med den vestlige turkiske khaganat og ophørte med at sende hyldest til Tang-styret. En militærkampagne blev afsendt af Tang-kejserne mod Karasahr. Under ledelse af kommandør Guoxiao Ke, som var protektoratgeneral for Anxi-protektoratet, marcherede hæren mod Karasahr fra Yulduz.  Tang-styrkerne organiserede et overraskelsesangreb ved daggry, hvilket resulterede i annekteringen af Karasahr og tilfangetagelsen af dets konge. Den vestlige tyrkiske hær forsøgte at genvinde Karashar men blev besejret af Tang.
Karasahr blev kontrolleret ved en fuldmagt gennem en Tang-loyalist, Long Lipozhun, broder til den fangede hersker. Han blev afsat i 644 af sin fætter, med støtte fra kongeriget Kucha, nominelt en Tang-vasal og de vestlige tyrkere. I 648 gennemførte Tang en anden militærkampagne mod Karasahr, ledet af Ashina She'er, medlem af den turkiske kongelige familie Ashina. Karasahr faldt, oprøreren blev halshugget, og Tang-styret blev genoprettet under en anden Tang-loyalist. En kinesisk militærgarnison blev udstationeret i kongeriget som den første af de fire garnisoner af Anxi.

### Kampagne mod Kucha
Efter Karasahrs fald marcherede Ashina She'er's hær mod naboområdet Kucha. She'er's afledningsryttere førte de forsvarende Kucha-styrker, der talte 50.000 soldater, i et baghold. Kuchasoldaterne trak sig tilbage til den nærliggende by Aksu efter deres nederlag. Tang-hæren belejrede byen i fyrre dage. Kucha overgav sig den 19. januar 649 og She'er tog kongen til fange. Ved at anvende diplomati lykkedes det at få de omkringliggende stammer, der havde været loyale over for Kucha, til at underlægge sig Tang.

### Kampagne mod de vestlige tyrkere
Ashina Helu, en tidligere Tang general i Gansu, flygtede vestpå og erklærede sig som khagan over de vestlige tyrkere og forenede de tyrkiske stammer under et enkelt khaganat.  Helu invaderede Tarim-bækkenets kongeriger og førte hyppige angreb mod de områder, der grænsede op til Tang-byer. Kejser Gaozong sendte en hær ledet af Su Dingfang for at besejre de vestlige tyrker. De tyrkiske kommandører Ashina Misha og Ashina Buzhen, der var rivaler til Helu, ledede støttedivisionerne.
Ti tusinde Uyghur-ryttere deltog i kampagnen som allierede med Tang. Porun, en Uyghur-leder, der var blevet fanget af kejser Taizong, overvågede Uyghur-kavaleriet som en vicekommandør. Han tjente under ledelsen af Yanran protektor-general og viceprotektor-general, administratorer af Yanran-protektoratet. Hæren gik fra Ordos i marts og drog gennem 3.000 mil af stepper og ørken uden at stoppe ved oase-riger for forsyninger. Undervejs tilbød stammer som Chumkun og Su yderligere forstærkninger. Tropperne nåede Kirgisistan i november og udholdt vinterens barske forhold.
Su Dingfang besejrede Helu's hær på 100.000 mand kavaleri ved slaget ved Irtysh-floden, der fandt sted langs Irtysh-floden i Altajbjergene. Helu var blevet overrasket af Su's baghold og led et nederlag med at stort antal dødsfald. Kaghanen forsøgte at flygte til Tasjkent, men blev fanget den næste dag og sendt til Tang-hovedstaden som en fange. De resterende stammer fra de vestlige tyrkere overgav sig.  Gaozong benådede Helu, men kaghanen døde det følgende år.

### Yderligere kampagner
Opløsningen af khaganatet splittede de vestlige turkiske stammer. I 670 blev en vestlig tyrkisk stamme forbundet med det tibetanske imperium og invaderede Tarimbækkenet. Anxi-protektoratet blev forladt, og Tang trak sig tilbage til Turfan. Kontrollen over oasestaterne vendte tilbage til Tang mellem 673 og 675, og protektoratet blev genoprettet.
I 677 gennemførte de vestlige tyrkere en anden militær ekspedition med tibetanerne mod Tang i Tarimbækkenet. Tyrkerne blev stoppet af Tang og blev besejret i 679. Tang-styrker fangede lederne af de vestlige tyrker og annekterede Tokmak, som blev omdannet til en militærbase.
Ilterish Kaghan grundlagde det andet tyrkiske imperium efter en vellykket oprør i 682. Udvidelsen af khaganatet fortsatte under Ilterishs broder, Qapaghan Kaghan. I 712 besejrede Kul Tigin, søn af Ilterish, resterne af de vestlige tyrker, medlemmer af Turgis-konføderationen. Efter at være blevet besejrede blev de vestlige tyrker absorberede i det nye imperium.

## Historisk betydning
Tang kampagnerne markerede slutningen af indo-europæisk Xinjiang, da de tyrkiske sproglige og kulturelle påvirkninger spredte sig til Centralasien. Tang Kina var ansvarlig for tilstrømningen af tyrkiske indvandrere på grund af antallet af tyrker, der tjente i Tang-militæret som soldater og generaler under dynastiets militære ekspeditioner.
Tang-indflydelsen i Centralasien omfattede kunst, handel og politik. Kinesisk mønter forblev i brug i Xinjiang efter, at Tang er trukket tilbage fra regionen. Centralasien kunst optog mange Tang-kinesiske stilistiske elementer, som sancai tre-farvet glasur til keramik. Ifølge kinesiske kilder værdsatte tyrkiske stater og politikere stadig forbindelser med dynastiernes hoffer i det nordlige Kina som en form for prestige. Qarakhan og Qarakhitay-khaner havde titler, der identificerede dem som Tabghach eller Khitay, opkaldt efter kongeriger i det nordlige Kina. Tang arkitektoniske påvirkninger er tydelige i den buddhistiske arkitektur i Dunhuang.